# Jaumea
Jaumea Pers., 1807 è un genere di piante spermatofite dicotiledoni appartenenti alla famiglia delle Asteraceae. È l'unico genere della sottotribù Jaumeinae Benth. & Hook. f., 1873.

## Etimologia
Il nome del genere è stato dato in onore del botanico francese Jean Henri Jaume Saint-Hilaire (1772-1845). Il nome scientifico è stato proposto per la prima volta dal botanico e micologo sudafricano Christiaan Hendrik Persoon  (1761-1836) nella pubblicazione "Synopsis Plantarum: seu Enchiridium botanicum, complectens enumerationem systematicam specierum hucusque cognitarum. Parisiis Lutetiorum - 2(2): 397" del 1807. Il nome scientifico della sottotribù (Jaumeinae) è stato proposto per la prima volta dai botanici inglesi George Bentham (1800-1884) e Joseph Dalton Hooker  (1817-1911) nella pubblicazione "Genera Plantarum ad exemplaria imprimis in herbariis Kewensibus - 2(1): 167, 199" del 1873.

## Descrizione
L'habitus delle specie di questo genere è di tipo erbaceo perenne, oppure consiste in arbusti prostrati. Le specie possono arrivare ad una altezza compresa tra 5 – 30 cm. Spesso le piante sono succulenti.
Le radici sono dei rizomi stoloniferi. La parte aerea del fusto ascendente e ramificata fin dalla base; l'aspetto della ramificazione è tentacolare.
Le foglie, in maggioranza cauline, lungo il caule sono disposte in modo opposto e sono sessili. La forma della lamina va da lineare a affusolata; i margini sono interi con facce glabre; la consistenza è succulenta.
Le infiorescenze sono composte da capolini di tipo radiato o discoide, disposti in modo solitario all'ascelle delle foglie. I capolini sono formati da un involucro a forma da cilindrica (o obconica) a campanulata (raramente emisferico), composto da diverse squame (o brattee) disposte su 3 - 4 serie al cui interno un ricettacolo fa da base ai fiori di due tipi: quelli esterni del raggio e quelli più interni del disco. Le squame, da 12 a 15, sono persistenti, scalate in altezza, hanno una consistenza da erbacea a succulenta (o membranosa) e una forma da ovale a lanceolata. Il ricettacolo è da convesso a conico e privo di pagliette. Diametro dell'involucro: 4 – 8 mm.
Formula fiorale: per queste piante viene indicata la seguente formula fiorale:
* K 0/5, C (5), A (5), G (2), infero, achenio
I fiori sono tetraciclici (a cinque verticilli: calice – corolla – androceo – gineceo) e pentameri (ogni verticillo ha 5 elementi). I fiori del raggio, da 3 a 10, del tipo ligulato, sono femminili e fertili con apici delle corolle, di colore giallo, leggermente trilobati. I fiori del disco, da 20 a 50, del tipo tubuloso sono ermafroditi con corolle colorate di giallo, superfici glabre, bordi e apici spessi; i tubi, strettamente cilindrici, eguagliano in lunghezza le gole; i lobi hanno una forma deltata. Il calice è ridotto ad una coroncina di squame.
L'androceo è formato da 5 stami con filamenti liberi e antere saldate in un manicotto circondante lo stilo. Le appendici delle antere hanno una forma strettamente ovata/deltata e sono glabre. Le teche delle antere hanno un colore pallido.
Il gineceo ha un ovario uniloculare infero formato da due carpelli.. Lo stilo è unico e con due stigmi fusiformi nella parte apicale. Le superfici stigmatiche sono ampie e parallele. Le apici degli stigmi hanno una forma deltata, mentre le appendici sono corte, papillose e non vascolarizzate.
I frutti sono degli acheni con pappo. Gli acheni hanno una forma da obconica a cilindrica, sono vistosamente striati (con 10 coste) e terminano improvvisamente in uno stretto, corto e cilindrico carpoforo. La superficie è da nera a marrone e glabra. Il pappo, persistente, è formato da alcune scaglie color paglierino a forma subulata, oppure è assente.

## Biologia
- Impollinazione: l'impollinazione avviene tramite insetti (impollinazione entomogama).
- Riproduzione: la fecondazione avviene fondamentalmente tramite l'impollinazione dei fiori (vedi sopra).
- Dispersione: i semi cadendo a terra sono successivamente dispersi soprattutto da insetti tipo formiche (disseminazione mirmecoria).

## Distribuzione e habitat
Le specie di Jaumea sono diffuse sul versante occidentale del continente americano, dagli USA al Messico e dalla Bolivia sino all'Argentina e all'Uruguay. Popolano aree sabbiose e fangose in prossimità degli estuari dei fiumi.

## Tassonomia
La famiglia di appartenenza del genere (Asteraceae o Compositae, nomen conservandum) è la più numerosa del mondo vegetale e comprende oltre 23000 specie distribuite su 1535 generi (22750 specie e 1530 generi secondo altre fonti). La sottofamiglia (Asteroideae) è una delle 12 sottofamiglie nella quale è stata suddivisa la famiglia Asteraceae, mentre Tageteae è una delle 21 tribù della sottofamiglia. La tribù Tageteae a sua volta è suddivisa in 6 sottotribù (Jaumeinae è una di queste).

### Filogenesi

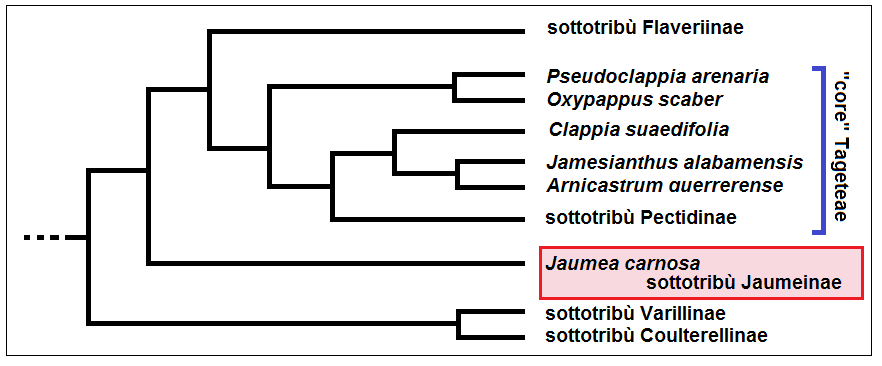
Cladogramma della sottotribù

Tradizionalmente la sottotribù Jaumeinae (e quindi il genere di questa voce) viene inclusa nella tribù Heliantheae. Ma recenti analisi di tipo filogenetico sul DNA delle specie del genere Jaumea hanno evidenziato un clade appartenente alla tribù delle Tageteae; in particolare questo clade occupa una posizione centrale/interna delle Tageteae come “gruppo fratello” del clade contenente le specie della sottotribù Flaveriinae e il "core" delle Tageteae. Il genere (una volta più numeroso) è stato ridotto a due sole specie; quelle non più valide sono migrate in altri generi come Espejoa o Hypericophyllum (descritti nella sottotribù Bahieae, tribù Athroismeae).
Il cladogramma a lato tratto dalla pubblicazione citata e semplificato, mostra la posizione della sottotribù Jaumeinae nell'ambito della tribù Tageteae.
Il numero cromosomico della specie è: 2n = 38.

### Specie del genere
Le due specie descritte all'interno del genere sono:
- Jaumea carnosa (Less.) A.Gray - Con distribuzione nel nord-ovest dell'America e i fiori del raggio privi di pappo.
- Jaumea linearifolia (Juss.) DC. - Con distribuzione nel Sud America priva dei fiori del raggio e con pappi brevi.

Non tutte le checklist sono concordi sul numero di specie appartenenti al genere Jaumea. Un sito dedicato soprattutto alla famiglia delle Compositae elenca oltre alle due citate altre 4 specie:
- Jaumea chevalieri O.Hoffm.
- Jaumea helenae Buscal. & Muschl.
- Jaumea peduncularis (Hook. & Arn.) Benth. & Hook.f. ex Oliv.
- Jaumea rotundifolia Mattf.